# GRB 190114C
GRB 190114C — гамма-всплеск, произошедший в галактике на расстоянии около 4,5 миллиардов световых лет от Солнца (z=0.4245; m=15.60) в направлении созвездия Печи, обнаруженный в январе 2019 года. Послесвечение было зарегистрировано вскоре после всплеска; оно представляло собой излучение с энергией порядка ТэВ, возникшее в результате обратного комптоновского рассеяния; такое излучение было обнаружено впервые. По словам астрономов, «мы наблюдали широкий диапазон частот электромагнитного излучения в послесвечении GRB 190114C. На данный момент это наиболее обширные данные для гамма-всплеска.». Также, «излучение, полученное от объекта, обладает наибольшей энергией среди всех наблюдавшихся: 1 ТэВ», по данным из другого источника, «это мощнейшая вспышка с момента Большого Взрыва».

## Значимость обнаружения
Публикации, в которых исследовалось явление, показали, что за формирование фотонов с энергией порядка ТэВ ответственно обратное комптоновское рассеяние. Рентгеновские фотоны рассеиваются на идущих от полюсов джетах из электронов, движущихся со скоростью около 0,9999c. В момент рассеяния большая часть энергии релятивистского электрона передаётся фотону. Как утверждается, исследователи «давно пытались обнаружить излучение со столь высокими энергиями во время гамма-всплесков, поэтому открытие такого излучения является важной вехой в астрофизике высоких энергий». Одни из недавних исследований в целом предлагают модель двойной системы, давшей вспышку гиперновой (BdHN I), из двух нейтронных звёзд, одна из которых коллапсирует с образованием чёрной дыры, окружённой аккреционным диском и испускающей из полярных областей гамма-излучение.
|  |  |